# Чургулия, Иродий Георгиевич
Иродий Георгиевич Чургулия (1912, село Ингири, Зугдидский уезд, Кутаисская губерния, Российская империя — неизвестно, село Ингири, Зугдидский район, Грузинская ССР) — председатель колхоза «Ингири» Зугдидского района, Грузинская ССР. Герой Социалистического Труда (1951).

## Биография
Родился в 1912 году в крестьянской семье в селе Ингири Зугдидского уезда. С раннего возраста трудился в сельском хозяйстве.
В послевоенное время — председатель колхоза «Ингири» Зугдидского района. За короткое время вывел колхоз в число передовых сельскохозяйственных предприятий Зугдидского района. За высокий урожай сортового зелёного чайного листа по итогам работы в 1948 году был награждён Орденом Ленина. Несколько тружеников колхоза были удостоены в 1949 году звания Героя Социалистического Труда.
В 1950 году колхоз сдал государству в среднем с каждого гектара по 5029 килограмм зелёного чайного листа с площади 32 гектаров. Указом Президиума Верховного Совета СССР от 1 сентября 1951 года удостоен звания Героя Социалистического Труда за «получение в 1950 году высоких урожаев сортового зелёного чайного листа и винограда» с вручением ордена Ленина и золотой медали «Серп и Молот» (№ 6194).
Этим же указом званием Героя Социалистического Труда были награждены колхозницы Нуца Феодоровна Кварацхелия, Чака Васильевна Одишария и Луна Мелитоновна Сарсания, которые после государственной проверки были лишены этого почётного звания в феврале 1953 года.
После выхода на пенсию проживал в родном селе Ингири. Дата смерти не установлена.
Награды
- Герой Социалистического Труда
- Орден Ленина — дважды (29.08.1949; 1951)
- Орден Трудового Красного Знамени (19.07.1950)